# 645
El 645 (DCXLV) fou un any comú començat en dissabte del calendari julià. L'ús del nom «645» per referir-se a aquest any es remunta a l'alta edat mitjana, quan el sistema Anno Domini esdevingué el mètode de numeració dels anys més comú a Europa.

## Esdeveniments
- Lluites internes pel tron al Japó, amb assassinat dels principals hereus.
- Revolta d'Oxirrinc.
- Reformes Taika al Japó.